# Velké Kunětice (zámek)
Zámek Velké Kunětice se nachází v centru obce Velké Kunětice jihozápadně od Obecního úřadu za mostem přes potok Kunětička, při cestě vedoucí ze vsi k lomům na mramor a vápenkám. Je chráněn jako nemovitá kulturní památka České republiky.

## Historie
Původně zde stála středověká tvrz, která byla v 16. století přestavěna malý zámek v renesančním slohu s věží u příjezdové cesty. V letech 1690–1781 držel zámek rod Skalů, který jej pravděpodobně barokně upravil. Tato část má středověké jádro (dochovaný suterén), renesanční klenbu, novobarokní nástropní zrcadla a věž s cimbály.
V letech 1797–1844 za majitelů z rodu Strachwitzů došlo k rozšíření přilehlého statku o obytné křídlo, k přemístění hospodářského dvora na jih za obecní cestu a k založení oboustranné aleje podél přístupové cesty. Později byl zámek klasicistně upraven; z této přestavby pochází podoba čelní brány.

### Schindlerovy lázně

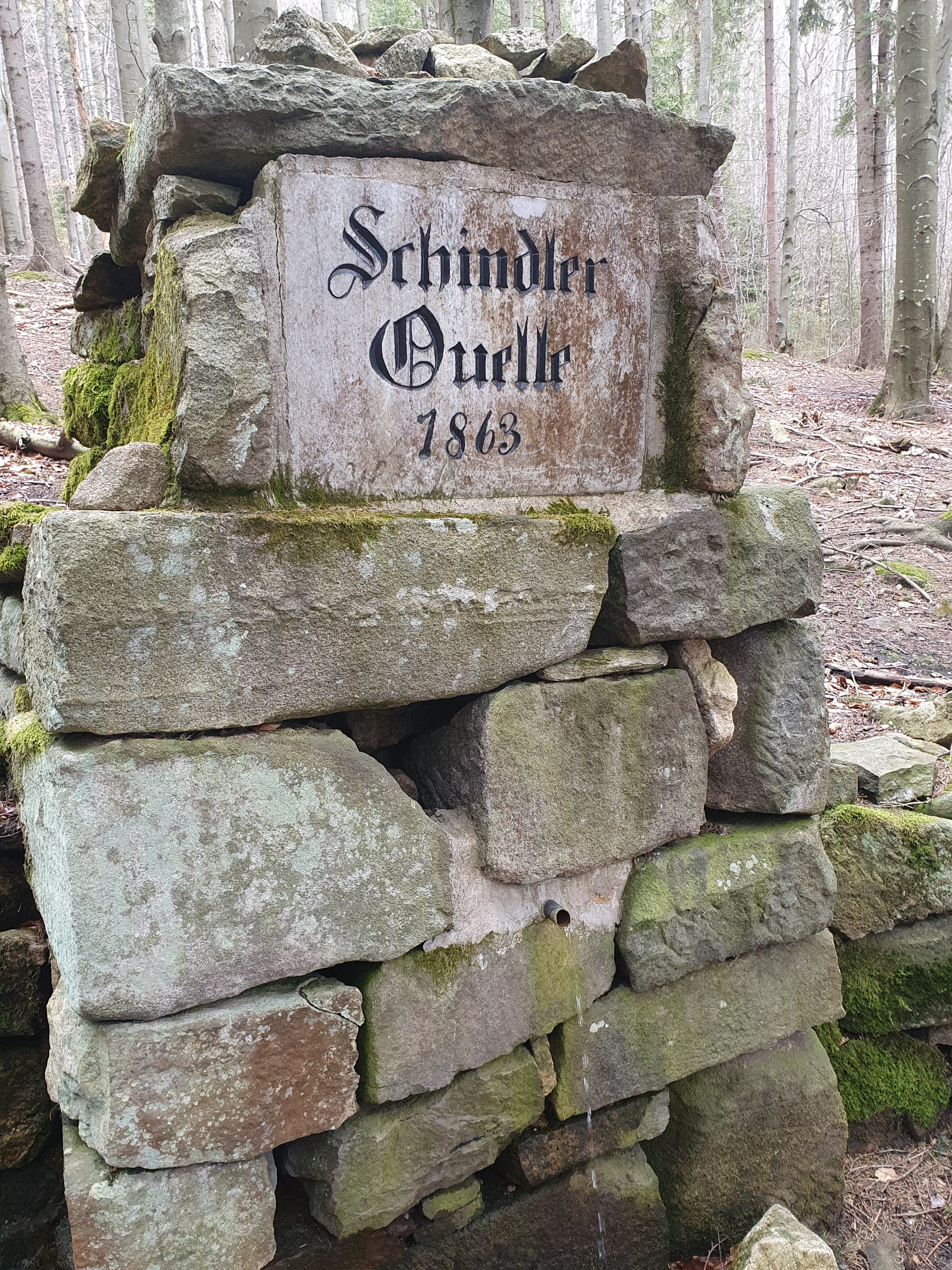
Schindler Quelle, přenesen do Lázní Jeseník

V letech 1861–1881 zde Josef Alois Schindler (1814–1890) vybudoval sezónní lázně. Do starší části zámku dal vložit dřevěné centrální schodiště, před něj do dvora přistavěl dřevěnou verandu a podkroví využil pro pokoje pro hosty. Věž dal zvýšit a přestavěl ji na hodinovou věž.
V nové části zámku vybudoval schodišťovou halu s mramorovým dvouramenným schodištěm z místního světlého mramoru a vstup do budovy opatřil mramorovým portálem a předsazeným venkovním mramorovým schodištěm. Z této přestavby pochází i pramen ve tvaru kašny v jihovýchodní snížené části parku s nápisem: „Šindlerův pramen“ (Schindler Quelle), který byl přenesen do Lázní Jeseník. Schindler nově vystavěl také taneční sál a propojil jej se zámkem. Vedlejší obytnou budovu s chlévem dal postavit v lázeňském, takzvaném švýcarském stylu.